# Valbjarnarvöllur
Valbjarnarvöllur – stadion piłkarski w Reykjavíku, w Islandii. Został otwarty w 1978 roku. Może pomieścić 5478 widzów. W przeszłości swoje spotkania rozgrywali na nim piłkarze klubu Þróttur. Obiekt znajduje się w pobliżu stadionu narodowego, a także obecnego stadionu drużyny Þróttur, Eimskipsvöllurinn. W drugiej dekadzie XXI wieku rozważano możliwość budowy w jego miejscu nowego stadionu narodowego. Plany te jednak nie doszły do skutku; w 2018 roku podjęto natomiast decyzję o likwidacji obiektu.